# Bildungssystem in Ghana

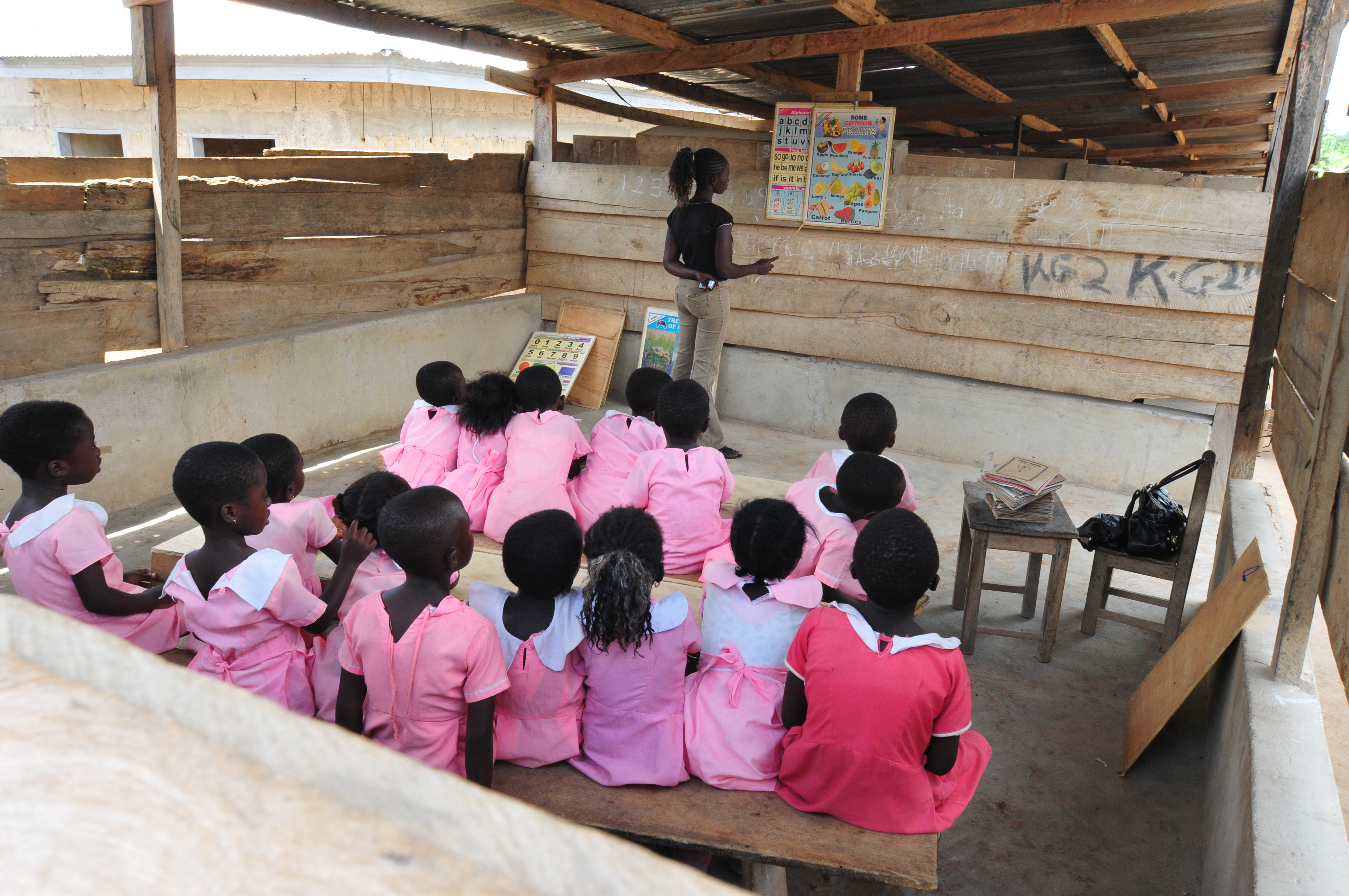
Eine Schulklasse in Ghana.

Das Bildungssystem in Ghana basiert zum einen auf einem bis in die Dörfer des Landes entwickelten staatlichen Schulangebot. Daneben gibt es einige Angebote von privaten Schulen sowie Koranschulen. Alle drei Systeme können von den Eltern der Schulkinder frei gewählt werden und stehen grundsätzlich gleichwertig nebeneinander. Daraus folgt zum Beispiel, dass Schüler einer Koranschule durchaus in die öffentliche Schule wechseln können. Dieser Wechsel bedingt jedoch teilweise eine Rückstufung in der Klasse, also eine zumindest teilweise Wiederholung eines Schuljahres.

## Allgemeines
Die Basisausbildung erstreckt sich, seit der Bildungsreform 2007, über die Dauer von 11 Jahren statt zuvor 9 Jahren. Sie startet mit dem Kindergarten über zur Primary School bis hin zur Junior High School. Nach Abschluss der Junior High School kann noch die Senior High School besucht werden, nach deren Abschluss man zum Studieren berechtigt ist. In Ghana herrscht Schulpflicht. Allerdings muss an fast allen Schulen Schulgeld bezahlt werden. Können sich die Familien dieses Schulgeld nicht leisten, so kann es vorkommen, dass die Kinder ein Jahr Schule aussetzen müssen.
In Ghana besteht die Verpflichtung eine Schuluniform zu tragen, die von den Eltern zu finanzieren ist. Die Jungen tragen eine knielange Hose und dazu ein kurzärmeliges Hemd oder Poloshirt. Die Mädchen tragen ein Trägerkleid bis zu den Knien oder eine Bluse und Rock. Sie werden außerdem dazu angehalten, regelmäßig ihre Haare kurz schneiden lassen. Die Farben der Schuluniformen sind von der einzelnen Schule abhängig. Es gibt vielfältige Farbkombinationen zum Beispiel von Braun-Orange über Blau-Weiß bis Grün-Gelb.
Die Schulkinder treffen sich morgens um sieben Uhr auf dem Schulvorplatz und halten eine kleine Parade ab. Sorgfältig in Reihen aufgestellt singen sie die Nationalhymne.
Das Schuljahr beginnt Mitte September und endet Anfang August.

## Struktur des Bildungssystems
Kinder werden in Ghana, vor allem in den Städten, nicht selten schon früh in Kindergärten untergebracht. Hier kümmern sich mehrere ausgebildete Erzieher um eine größere Gruppe Vorschulkinder.

### Primary School
In Ghana beginnt die Schulzeit für die Kinder in der Regel mit dem sechsten Lebensjahr. Nach der Einschulung folgen sechs Jahre in einer Primary School, von denen es in Ghana etwa 12.630 gibt. Diese Schule ist zu vergleichen mit den deutschen Grundschulen. Den Kindern werden Grundzüge des Lesens und Schreibens sowie der Mathematik beigebracht. Daneben gibt es das Fach General Science, in dem alle Naturwissenschaften zusammengefasst sind. Social Studies und Sport sind weitere Fächer. Unterrichtssprache ist Englisch, aber auch die jeweils lokal dominierende Landessprache (zum Beispiel Akan, Twi).

### Junior High School
Die Ausbildung an den Grundschulen (Primary Schools) wird ergänzt durch die i. d. R. drei Jahre andauernde Junior High School, die die Schüler in der Regel zwischen dem 12. und 15. Lebensjahr besuchen. Diese Junior High School endet mit dem Basic Education Certificate Examination (BECE). Etwa 5450 Schulen dieses Typs gibt es in Ghana.
Diese Basisausbildung soll in Ghana grundsätzlich jedem Kind und Jugendlichen zur Verfügung stehen und soll jeden Einzelnen befähigen, in eine Berufsausbildung oder die höhere Schulbildung zu wechseln. Leider scheitert der Abschluss auch hier bei einigen Familien an den nicht zur Verfügung stehenden finanziellen Mitteln.
In der Junior High School werden vertiefende Kenntnisse in den schon bekannten Fächern gelehrt.

### Senior High School
Die Senior High School ist eine in den Grundzügen mit der deutschen Oberstufe vergleichbare Station, in der die Schüler auf den Besuch einer Universität, Fachhochschule oder weiterführend qualifizierenden Ausbildung vorbereitet werden sollen. Die Schüler sind in der Regel vom 15. bis 18. Lebensjahr, also für weitere drei Schuljahre, in dieser Oberstufe. Etwa 503 Schulen dieses Typs werden in Ghana unterhalten.
Die Senior High School endet mit dem Senior Secondary Certificate Examination (SSCE), welches als Zugangsberechtigung für die Teilnahme an der höheren Schulbildung gilt.

### Höheres Bildungswesen
Zum höheren Bildungswesen gehören in Ghana die Universitäten, Fachhochschulen, Fachoberschulen, Professional Institutes und Pre-Service Training Institutes. Alle höheren Bildungsstätten sind im National Council for Tertiary Education (Nationaler Rat für tertiäre Bildung) zusammengefasst, der auf nationaler Ebene eine Institution zur Beratung und Koordination darstellt. Dem Council steht der Minister für Erziehung vor.
Jede einzelne Bildungsstätte hat ihren eigenen Rat und eine eigene Verwaltung oder eine ähnliche Einrichtung. Die Fachhochschulen, die Programme zum Abschluss des Higher National Diploma (HND) anbieten, befinden sich zurzeit im Umbruch und sollen in Zukunft ebenfalls Kurse auf dem Stand der Universitäten anbieten.
Ein Abschluss im höheren Bildungsniveau im Rahmen eines Fernstudiums (Ghana National Tertiary Level Distance Education Programme) eröffnet auch für solche Schüler den Bereich der höheren Bildung, die einen höheren Grad an Flexibilität bei der eigenen Ausbildung benötigen. Dieses wird zum Beispiel von Studenten genutzt, die aufgrund der finanziellen Lage der Familie sich zwar noch die Studiengebühren leisten können, nicht jedoch auch die Kosten für ein Studium in einer anderen Stadt mit Unterbringung und Verpflegung.
Auch ältere Erwachsene, die ggf. schon im Beruf stehen, können über dieses Programm ihren Universitätsabschluss nachholen und sich so andere Karrierechancen eröffnen.
Dieses Distance-Learning-Programme basiert hauptsächlich auf Skripten und anderen geschriebenen Unterlagen, bedient sich jedoch auch multi-medialer Unterstützung. Vielfach wird das Studium per E-Mail und allgemein über Zugänge im Internet entscheidend unterstützt.

## Ausbildung der Lehrer
Zurzeit findet die Lehrerausbildung im Rahmen der Basisausbildung, also der Grundschullehrer und der Lehrer für die Junior High School, noch nicht auf Universitätsebene statt. Es gibt für diese Ausbildung eigenständige Lehrerausbildungsstätten (post-secondary teachers training college). Die Ausbildung dauert drei Jahre im Anschluss an die Senior High School und kann erst mit der Vorlage des Senior Secondary Certificate Examination (SSCE) begonnen werden. Am Ende der Ausbildung wird das Post-Secondary Teachers Certificate A verliehen. Der Lehrplan dieser Bildungsstätte wurde neu überarbeitet um den Veränderungen an Inhalt und Methoden im Rahmen der Basisausbildung gerecht zu werden.
Lehrer der Senior High School können an der Universität für Bildung in Winneba (University for Education) einen einjährigen Kurs machen, der mit dem Zertifikat A (Certificate A) für nicht-professionelle Lehrer in technischen und berufsbildenden Fächern abschließt.
Ebenfalls in Winneba können Inhaber des Certificate A, des Specialist Certificate oder des Abschlusses von zwei Fächern an der Universität bis zur Diplomebene einen dreijährigen Kurs zum Lehrer auf Seniorebene belegen. Ein zweijähriger Kurs wird für Inhaber eines Diploms oder Zertifikats in Erziehungswissenschaften (educational studies) angeboten.
Lehrer für die höhere Bildungsebene werden in zwei bis drei Jahren an den Universitäten ausgebildet. Hier schließen sie mit dem Abschluss Master oder einem Doktorgrad ab.

## Hochschulen
Einige der jüngeren Hochschulen wurden von Kirchen oder Religionsgemeinschaften als private Universitäten gegründet.
Die Universitäten ziehen aufgrund ihres Bildungsniveaus sowie der umfangreichen Möglichkeiten der Fächerwahl viele Studenten aus anderen Westafrikanischen Staaten an.
Siehe auch: Liste der Universitäten in Ghana

## Universitätsabschlüsse
Die Universitäten bieten drei Formen des Abschlusses an: First Degree, Second Degree, Doctorate (PhD)

### First Degree – Bachelor
Die Universitäten in Ghana
- Universität von Ghana, Legon (University of Ghana)
- Kwame Nkrumah Universität für Naturwissenschaften und Technologie (Kwame Nkrumah University of Science and Technology)
- Universität von Cape Coast (University of Cape Coast)
- Universität für Entwicklung (University for Development Studies)
- Universität für Erziehung (University for Education)

bieten vierjährige Kurse für Absolventen der Senior Secondary School mit dem Senior Secondary Certificate Examination (SSCE) an. Dieser Kurs verkürzt sich für Kandidaten mit GCE A Level auf drei Jahre. An einigen der Universitäten kann man auch einen zweijährigen Kurs besuchen.

### Second Degree – Master
Der Masterstudiengang kann von Studenten belegt werden, die bereits den Bachelor-Abschluss einer anerkannten Universität haben. Für den Master-Abschluss müssen zwei Jahre Vollzeit-Studium oder vier Jahre Teilzeit-Studium nachgewiesen werden. Wenigstens zwei Semester müssen an der Universität vor Ort nachgewiesen werden. Die Absolventen erhalten den Abschluss Graduate Diploma, Master oder Master of Philosophy (MPhil). Für den Abschluss MPhil ist neben der zweijährigen Studienzeit als Vollzeitstudent der Nachweis einer einjährigen Fallarbeit notwendig sowie eine Forschungsarbeit mit Thesenpapier. Es ist möglich, in den MPhil oder PhD Kurs zu wechseln, wenn zunächst der kürzere Master-Kurs begonnen worden ist.

### Doctorate – Doktorgrad
Zugang zum Doktorgrad (PhD) haben nur Studenten mit einem Abschluss als Master oder Master of Philosophie. Die Doktoranden müssen die ersten zwei Jahre an der Universität absolvieren. Wenn zuvor an derselben Universität der Master oder Master of Philosophie abgelegt wurde, verringert sich diese Zeit auf ein Jahr.
Danach sind die Studien in einer mindestens einjährigen Periode außerhalb der Universität weiter zu betreiben. Der Doktorgrad wird erst verliehen, wenn der Absolvent seine Forschungsarbeit inklusive der Präsentation und der Verteidigung der Thesen abgeschlossen hat. Der Erwerb des Doktortitels benötigt einen Zeitraum von mindestens drei Jahren.

## Weitere Abschlüsse der höheren Bildung
Die höhere technische oder Berufliche Ausbildung wird noch von Fachhochschulen und so genannten Post-Secondary Preservie Training Institutions angeboten.
Solche sind zum Beispiel
- Health Training Institute (Gesundheitsbildungsinstitut)
- Nursing Training Colleges (Schwesternschule – Pflegeberufe)
- Agricultural Colleges (Landwirtschaftliche Fachschule)
- Schools of Forestry Training (Fachschule für das Forstwesen)
- Teacher Training Colleges (Lehrerbildungskolleg)

Die Kurse in diesen Bildungsstätten dauern in der Regel drei Jahre und enden mit einem Zertifikat oder Diplom.
Fachhochschulen bieten Kurse in Wirtschaftswissenschaften, Ingenieurswesen, Angewandter Kunst, Naturwissenschaften oder Technik an.

## Rechtliche Grundlagen
Das Bildungssystem beruht im Wesentlichen auf einigen wenigen Gesetzen. Zu nennen sind:
- Act 87, the Education Parts IV and V, Year 1961; betrifft die höhere Bildung
- NLC Decree 401, Year 1969; betrifft Universitäten und Vergleichbares
- PNDC Law 42, Year 1983; Änderung des Erziehungssystems von 1961
- White Paper on Reforms to the Tertiary Education System, Year 1991; Ausbau des höheren Bildungssektors